# Federazione cestistica del Madagascar
La Federazione cestistica del Madagascar è l'ente che controlla e organizza la pallacanestro in Madagascar.
La federazione controlla inoltre la nazionale di pallacanestro del Madagascar e ha sede a Antananarivo.
È affiliata alla FIBA dal 1963 e organizza il campionato di pallacanestro del Madagascar.